# Daniel Haupt
Daniel Haupt (1930), historietista argentino.

## Biografía
Comenzó su actividad como historietista en Editorial Abril en 1949. Al mismo tiempo, realizó varias portadas de la revista Rayo Rojo. Entre sus obras se encuentran: Al y Dan de 1952, con guiones de su hermano, Hazañas de Tarpón guionada por Héctor Germán Oesterheld. Luego colaboró con Editorial Columba dibujando El Hombre de Scotland Yard y Big Norman (junto a Robin Wood) y el western Larrigan. Vivió varios meses en México durante 1957 mientras trabajaba para Editorial Novaro. Devuelta en la Argentina, volvió a trabajar junto a Oesterheld realizando Cayena.

## Estilo
Al abordar el estudio de los diferentes tipos de líneas empleadas en el dibujo de historietas, Enrique Lipszyc afirmaría de la de este autor que:

"...conforma una técnica depurada, muy precisa. Su estilo, de carácter decorativo, juega con el "color" de a línea".